# 日本歯科学院専門学校

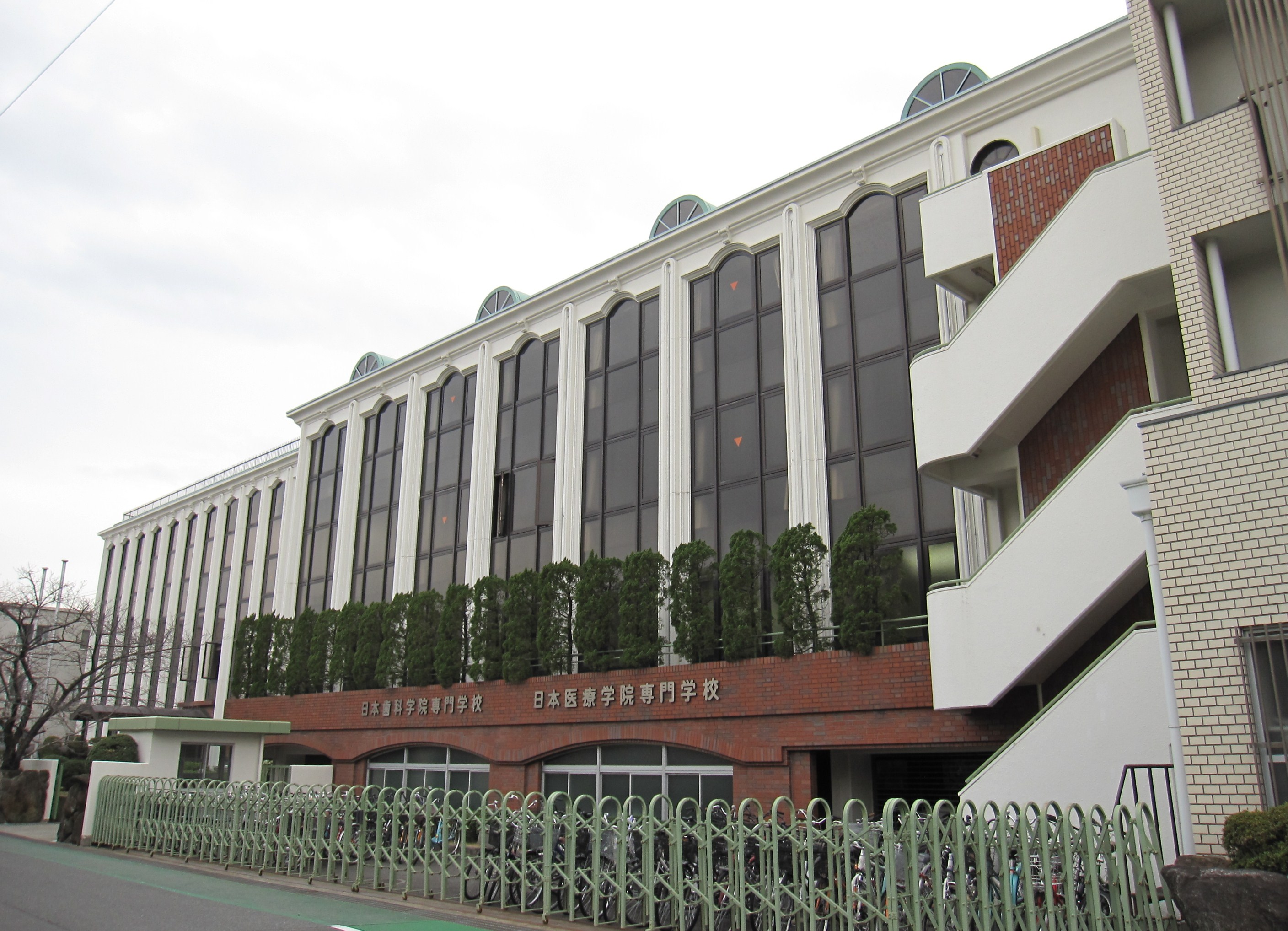
日本歯科学院専門学校

日本歯科学院専門学校（にほんしかがくいんせんもんがっこう）は、大阪府東大阪市にある私立専修学校。

## 沿革
- 1979年 - 日本歯科学院として開校
- 1980年 - 現校名となる

## 学科
- 歯科技工士学科（男・女35人）
- 歯科衛生士学科（女子50人）

## 学生総数（2014年5月現在）
191名（男子26名／女子165名）

新入生総数　66名（定員充足率77%）
進学ナビ

## 所在地
〒577-0803 大阪府東大阪市下小阪4丁目12番3号
最寄り駅は、近鉄奈良線八戸ノ里駅